# Nova Dacea, Pavlohrad
Nova Dacea (în ucraineană Нова Дача) este localitatea de reședință a comunei Nova Dacea din raionul Pavlohrad, regiunea Dnipropetrovsk, Ucraina.

## Demografie
Componența lingvistică a localității Nova Dacea
     Rusă (86,88%)
     Ucraineană (12,81%)
Conform recensământului din 2001, majoritatea populației localității Nova Dacea era vorbitoare de rusă (86,88%), existând în minoritate și vorbitori de ucraineană (12,81%).